# Battus zetides
Battus zetides is een vlinder uit de familie van de pages (Papilionidae). De wetenschappelijke naam van de soort is voor het eerst geldig gepubliceerd in 1971 door Munroe.
De soort komt voor op Hispaniola.